# چاچا، پرنسس سرزمین دور
چاچا، پرنسس سرزمین دور (به ژاپنی: 茶々 天涯の貴妃) نام یک فیلم سینمایی است که توسط هاشیموتو هاجیمه کارگردانی شده و در سال ۲۰۰۷ میلادی در ژاپن نمایش داده شده‌است. در این فیلم یوکا وائو نقش چاچا (یودو دونو) خواهرزادهٔ اودا نوبوناگا و همسر غیراصلی تویوتومی هیده‌یوشی را ایفا می‌کنند.